# Mansour Mir Ghavami
Mansour Mir Ghavami Aladdin (pers. منصور میرقوامی; ur. 28 września 1926 – irański zapaśnik walczący w stylu wolnym. Olimpijczyk z Londynu 1948, gdzie zajął dwunaste miejsce w kategorii 87 kg.
Jego brat Nasr Sayed Mir Ghavami startował na tych samych igrzyskach w konkurencji podnoszenia ciężarów.